# Nitril

Generell strukturformel för en nitril, där R är en godtycklig organisk grupp.

Ej att förväxla med nitrilgummi som ofta kallas "nitril".
Nitriler är kemiska organiska föreningar innehållande cyanogrupp (-C≡N). Om kolkedjan i stället binder till kvävet (-N≡C) fås en isonitril. Nitriler kan i en viss mening ses som organiska cyanider och vissa kan under omständigheter frisätta den mycket giftiga cyanidjonen (CN-). Nitriler har många användningsområden och förekommer dels naturligt i flera föreningar från växt- och djurriket samt i av människan syntetiserade föreningar.

## Syntes av nitriler
Det finns flera sätt att framställa nitriler.
- SN2 av alkylhalider med metallcyanider, till exempel kaliumcyanid.
- Dehydratisering av primära amider, vanligen med fosforpentoxid.
- Dehydratisering av aldoximer, vanligen med ättiksyraanhydrid.
- Primära aminer med ett primärt kol kan oxideras till motsvarande nitril. Vanliga oxidationmedel i denna process är bly(IV)acetat och natriumhypoklorit.
- Arylhalider ger med vattenfri kopparcyanid motsvarande arylnitril. Denna syntes kallas Rosenmund-von Braun-reaktionen.
- Arylaminer (aniliner) kan genom behandling med salpetersyrlighet ge diazoniumjoner, vilka vid behandling med kopparcyanid ger motsvarande nitril i en så kallad Sandmeyersyntes.

## Reaktioner med nitriler
Nitriler är viktiga syntesintermediärer.
- Nitriler kan surt eller basiskt hydrolyseras tillbaka till motsvarande karboxylsyra. Denna process är dock relativt långsam och kräver många gånger höga temperaturer och långa reaktionstider.
- Nitriler kan reduceras till aldehyder (under kontrollerade former) eller till aminer. Vanligen används litiumaluminiumhydrid eller DIBAL.
- Nitriler reagerar med Grignardreagens under bildande av motsvarande keton.